# Івангородська волость
Івангородська волость — історична адміністративно-територіальна одиниця Борзнянського повіту Чернігівської губернії з центром у містечку Івангород.
Станом на 1885 рік складалася з 5 поселень, 5 сільських громад. Населення — 8214 осіб (4059 чоловічої статі та 4155 — жіночої), 1722 дворових господарства.
|                     | Площа, десятин | У тому числі орної, дес. |
| ------------------- | -------------- | ------------------------ |
| Сільських громад    | 11970          | 10311                    |
| Приватної власності | 3797           | 2798                     |
| Іншої власності     | 262            | 208                      |
| Загалом             | 16029          | 13317                    |

Основні поселення волості:
- Івангород — колишнє державне містечко при річці Остер за 28 верст, 3483 особи, 833 двори, 2 православні церкви, школа, 3 шинка, 6 постоялих будинків, 12 лавок, 3 ярмарки на рік, 2 цегельних заводи.
- Крупичполе — колишнє державне село при річці Удай, 1844 особи, 398 дворів, православна церква, школа, постоялий двір, 3 постоялих будинки, лавка.
- Махнівка — колишнє державне село, 1668 осіб, 312 дворів, православна церква, 2 постоялих будинки, лавка.
- Сваричівка — колишнє державне та власницьке село при річці Удай, 879 осіб, 170 дворів, православна церква, 2 постоялих будинки, лавка, винокурний завод.